# Bavícora
No confundir con «Baviácora»
Bavícora es una ranchería del municipio de Álamos ubicada en el sureste del estado mexicano de Sonora cercana a los límites divisorios con los estados de Chihuahua y Sinaloa. La ranchería es lugar de residencia de un importante número de gente indígena guarijía. Según los datos del Censo de Población y Vivienda realizado en 2010 por el Instituto Nacional de Estadística y Geografía (INEGI), Bavícora tiene un total de 90 habitantes.